# Default dei sistemi pensionistici pubblici

Rapporto tra persone over-65 e persone in età lavorativa (18-65 anni), 2017.

Il default dei sistemi pensionistici pubblici o default previdenziale si verifica al momento in cui lo Stato non è in grado di onorare la sua garanzia finanziaria sulle prestazioni previdenziali promesse (maturato previdenziale o aspettative pensionistiche) da parte di sistemi pensionistici pubblici.

## Descrizione
Ciò avviene quando gli enti previdenziali sono gestiti secondo il sistema pensionistico senza patrimonio di previdenza e non è più garantita la sostenibilità fiscale dei sistemi pensionistici pubblici per cui il debito pensionistico latente ha raggiunto dei valori per cui non si riesce più ad onorarlo oppure per gli enti previdenziali gestiti secondo il modello previdenziale corporativo fascista, quando non rispettano più il limite di sostenibilità.
Le cause possono derivare dal palesarsi di situazioni collegate al rischio demografico, al rischio economico o al rischio politico o dalla maturazione di una bolla previdenziale.
Il default dei sistemi pensionistici pubblici consiste nell'annullamento dei precedenti previsioni ed obblighi contemplati dalle leggi speciali sulle assicurazioni sociali obbligatorie e la loro sostituzione con nuove e adeguate normative che garantiscono ancora per un congruo periodo la sostenibilità fiscale dei sistemi pensionistici pubblici ovvero il nuovo limite di sostenibilità.
Quindi è lo Stato stesso che attraverso leggi di diritto pubblico modifica le precedenti statuizioni, a conferma che i diritti acquisiti nel campo del diritto della previdenza sociale non sono riconosciuti anche in virtù dell'applicazione della teoria costituzionale nel diritto della previdenza sociale.
Uno degli ultimi esempi di default previdenziale è stato la riforma delle pensioni Fornero con l'introduzione del contributo di solidarietà e l'allungamento dell'età per il pensionamento di vecchiaia.
Si distingue dal default dei fondi pensione in quanto in un caso non vengono onorate le promesse pensionistiche, nell'altro caso non è stato rispettato il principio della capitalizzazione integrale per varie cause.

### I rischi di stabilità della gestione finanziaria dei sistemi pensionistici pubblici
1. Nei sistemi pensionistici senza patrimonio di previdenza:
  1. Squilibri tra popolazione pensionata e popolazione attiva rischio demografico;
  2. Crollo dei redditi della popolazione attiva rischio economico;[2]
  3. Squilibrio dei conti dovuto alle eccessive promesse pensionistiche;[3]

## Distinzione del default previdenziale

### Il default previdenziale formale
Il default che riguarda il debito pubblico implicito ovvero il debito previdenziale latente viene definito formale.
L'introduzione della nuova normativa in materia di sistemi pensionistici pubblico può intervenire in diversi aspetti del sistema:
- modifica delle norme sugli importi delle prestazioni previdenziali portandole anche al di sotto dei limiti di adeguatezza delle prestazioni;[4]
- modifica delle norme fiscali sul finanziamento degli enti previdenziali;
- modifica degli assetti organizzativi degli enti previdenziali.

Con tali modifiche normative si ha la riduzione del debito pubblico implicito o il suo trasferimento ad altri enti previdenziali solvibili.

### Il default previdenziale sostanziale
Il default che riguarda il debito pubblico esplicito viene definito sostanziale e contempla:
- liquidazione degli enti previdenziali.[5]

### Leggi
- Costituzione della Repubblica Italiana
- Decreto legislativo 30 giugno 1994, n. 509, in materia di "Attuazione della delega conferita dall'art. 1, comma 32, della legge 24 dicembre 1993, n. 537, in materia di trasformazione in persone giuridiche private di enti gestori di forme obbligatorie di previdenza e assistenza."
- Decreto legislativo 10 febbraio 1996, n. 103, in materia di "Attuazione della delega conferita dall'art. 2, comma 25, della legge 8 agosto 1995, n. 335, in materia di tutela previdenziale obbligatoria dei soggetti che svolgono attivita' autonoma di libera professione."

### Web
- OCSE Pension reforms on track but the challenges of adequacy and inequality in old age remain, says OECD Pension at a Glance 2013, su oecd.org. URL consultato il 27 novembre 2013.
- AdEPP, Inps e Ministero del Lavoro varano la busta arancione., su francoabruzzo.it. URL consultato il 3 gennaio 2014.

### ISTAT
https://web.archive.org/web/20131229000344/https://commons.wikimedia.org/wiki/File:Trattamenti_pensionistici_e_beneficiari_-_12-nov-2013_-_Testo_integrale.pdf
https://web.archive.org/web/20131229000251/https://commons.wikimedia.org/wiki/File:Trattamenti_pensionistici_e_beneficiari_-_12-nov-2013_-_Nota_metodologica.pdf

### News
- Pensioni, compie 40 anni il decreto che fece nascere le babypensioni (e che ci costa ancora oggi lo 0,4% di Pil), in Il Sole 24 Ore. URL consultato il 27 dicembre 2013.
- Ocse, precari a rischio poverta' "Avranno pensioni da fame", in Agi.it. URL consultato il 26 novembre 2013 (archiviato dall'url originale il 2 dicembre 2013).
- Le pensioni richiedono un Pil generoso, in Il Sole 24 Ore. URL consultato il 26 dicembre 2013.